# Georges Mathé

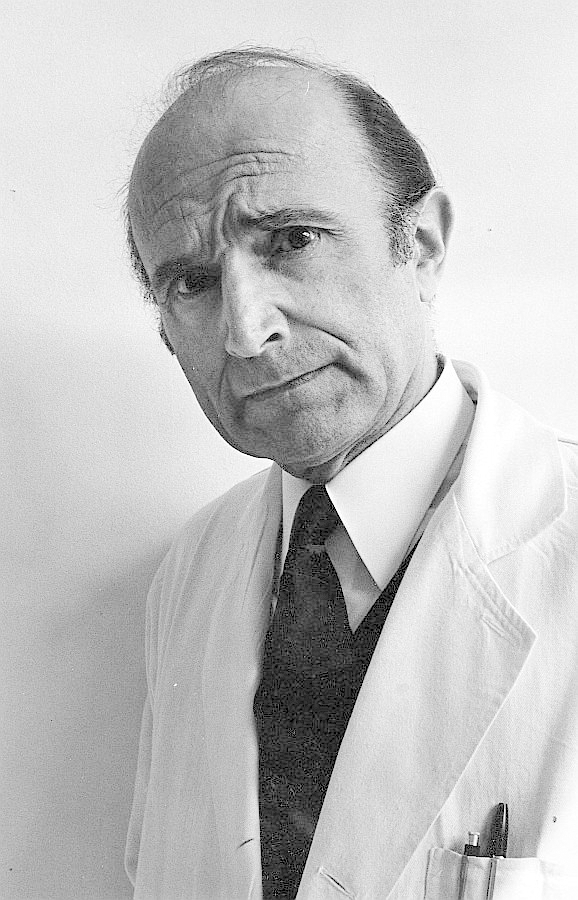
Georges Mathé

Georges Mathé (* 9. Juli 1922 in Sermages; † 15. Oktober 2010 in Villejuif)  war ein französischer Mediziner (Onkologe, Immunologe). Er führte 1959 die erste erfolgreiche Knochenmarktransplantation (an Patienten, die keine eineiigen Zwillinge waren) aus.
Mathé ging in Moulins (Allier) zur Schule, war in der Besatzungszeit in der Résistance und studierte danach Medizin in Paris mit dem Abschluss 1951. In Paris war er ab 1948 im Labor für Immunologie von Bernard Halpern, wo er auch den späteren Nobelpreisträger Baruj Benacerraf traf. 1951 war er am Memorial Sloan-Kettering Cancer Center in New York City, wo er sich bei Joseph H. Burchenal und David A. Karnofsky mit Leukämie-Forschung befasste. Nach der Rückkehr nach Paris war er am Zentrum für Leukämie im Labor von Jean Benard, wo er nach wenigen Jahren stellvertretender Laborleiter wurde.
Im Januar 1959 führte er die erste Knochenmarktransplantation an jugoslawischen Physikern, die bei einem Unfall in einem Kernkraftwerk 1958 verstrahlt worden waren. Die Transplantation, die er bei vier der Physiker durchführte (sechs waren verstrahlt worden, einer war vorher gestorben), war erfolgreich – die Patienten überlebten.
1961 übernahm er die Leitung der Abteilung Hämatologie am Institut Gustave Roussy (IGR) in Villejuif. 1964 gründete er das Institut de Cancérologie et d’Immuno-génétique (Institut für Onkologie und Immungenetik), wo er Forschungen zur Krebstherapie und Leukämie durchführte. 1963 erregte er Aufsehen durch eine Knochenmarktransplantation an einem Leukämie Patienten (er starb nach 20 Monaten wahrscheinlich an einer Gehirnhautentzündung), die erste allogene Knochenmarkstransplantation. Von 1966 bis 1990 war er Professor für experimentelle Onkologie an der Universität Paris. 1980 gründete er den Service des Maladies Sanguines et Tumorales im Hospital Paul-Brousse in Villejuif im Süden von Paris, den er bis 1988 leitete. Auch nach seiner Zeit als Professor in Paris blieb er aktiv und wandte sich der Aidstherapie zu.
Mathé beschrieb als erster 1959 die Graft-versus-Host-Reaktion (GvHR) bei Knochenmarktransplantation. 1965 führte er den Begriff der adoptiven Immuntherapie ein.
1962 war er Mitgründer und bis 1966 erster Präsident der Groupe Europeén de Chimiothérapie Anticancéreuse (GECA, ab 1968 EORTC).
Weniger erfolgreich war er in den 1970er Jahren mit der Immuntherapie gegen akute Leukämie mit Hilfe von Impfung mit der BCG Bakterie, die er mit Nachdruck in Paris durchsetzte, auch als sich deren Wirkungslosigkeit schon abzeichnete.
Mathé publizierte über 1000 wissenschaftliche Artikel.
Mathé war auch politisch in Frankreich in der Wissenschaftsorganisation einflussreich, nachdem De Gaulle früh auf ihn aufmerksam wurde. Er war an der Gründung des Institut national de la santé et de la recherche médicale (INSERM) und der International Agency for Research on Cancer (IARC) beteiligt. Außerdem war er Gründer und erster Präsident der Society of Medical Oncology (SMIC, später wurde daraus die European Society for Medical Oncology, ESMO).
1994 erhielt er den Léopold Griffuel-Preis. Er erhielt den Cameron Price, die Goldmedaille der Ciba Foundation, den Johan-Georg-Zimmermann-Preis, den Prix Bred du Cancer, den International Award of chemotherapy, den Gotlieb Memorial Award, den Medawar Preis (2002) und die Grande Médaille der französischen Akademie für Medizin. Er war Mitglied der Royal Society of Medicine und der New York Academy of Sciences.

## Schriften
- mit J. Bernard, L. Schwarzenberg, M. J. Larrieu, C. M. Lalanne, A. Dutrix, P. F. Denoix, J. Surmont, V. Schwarzmann, B. Ceoara: Essai de traitement des sujets atteints de leucemie aigue en remission par irradiation totale suivie de transfusion de moelle osseuse homologue, Revues Francaises d´Etudes Cliniques et Biologiques, Band 4, 1959, S. 675–704
- mit J. Bernard, L. Schwarzenberg New trials with homologous bone marrow grafts after total irradiation in children with acute leucemia in remission. The problem of the secondary syndrome in man. Revues Hematologique (Paris), Band 15, 1960, S. 115–161